# (7374) 1980 DL
1980 دي أل (ويعرف أيضًا باسم (7374) 1980 دي أل وفق تسمية الكوكب الصغير) (بالإنجليزية: 1980 DL)‏ هو كويكب ضمن حزام الكويكبات؛ وترتيبه 7374 من حيث الاكتشاف.
اكتُشف هذا الجُرم الفلكي بواسطة Zdeňka Vávrová ‏ في 19 فبراير 1980.

## وصلات خارجية
- (7374) 1980 DL في قاعدة بيانات مختبر الدفع النفاث لأجرام النظام الشمسي الصغيرة

- الاكتشاف · مخطط المدار ·  العناصر المدارية · المعلمات المادية

- (7374) 1980 DL على موقع ويكي سكاي: DSS2, SDSS, GALEX, IRAS, Hydrogen α, X-Ray, Astrophoto, Sky Map, Articles and images